# حوت أكيشيما
حوت أكيشيما (الاسم العلمي:†Eschrichtius akishimaensis) هو نوع منقرض من الحيتانيات يتبع جنس الحوت الرمادي من فصيلة الحيتان الرمادية.